# Antonio Maria Vegliò
Antonio Maria kardinál Vegliò (* 3. února 1938 Macerata Feltria) je italský římskokatolický biskup, kardinál.

## Život
Kněžské svěcení přijal 18. března 1962 a byl inkardinován do diecéze Pesaro. V roce 1966 se začal připravovat na diplomatickou službu v Papežské diplomatické akademii.
Dne 27. července 1985 byl jmenován apoštolským nunciem ve státě Papua Nová Guinea a na Šalomounových ostrovech. Biskupské svěcení mu udělil 9. listopadu téhož roku kardinál Agostino Casaroli. Následně v roce 1989 ho papež Jan Pavel II. jmenoval apoštolským nunciem ve čtyřech zemích západní Afriky (Senegal, Guinea Bissau, Mali a Kapverdy). Od roku 1997 působil na nunciatuře v Libanonu, v letech 1997 – 2000 zároveň reprezentoval Vatikán v Kuvajtu.
V dubnu 2001 se vrátil do Vatikánu, kde se stal sekretářem Kongregace pro východní církve. Dne 28. února 2009 ho papež Benedikt XVI. jmenoval předsedou Papežské rady pro pastoraci migrantů a lidí mimo domov. Jeho kardinálská nominace byla oznámena 6. ledna 2012, kardinálské insignie převzal na konsistoři 18. února 2012.